# Glanville
Glanville ist eine französische Gemeinde mit 158 Einwohnern (Stand: 1. Januar 2022) im Département Calvados in der Region Normandie. Sie gehört zum Arrondissement Lisieux und zum Kanton Pont-l’Évêque. 
Sie grenzt im Nordwesten an Saint-Pierre-Azif, im Norden an Vauville, im Nordosten an Tourgéville und Saint-Étienne-la-Thillaye, im Osten und im Südosten an Beaumont-en-Auge und im Südwesten und im Westen an Bourgeauville. 

## Bevölkerungsentwicklung

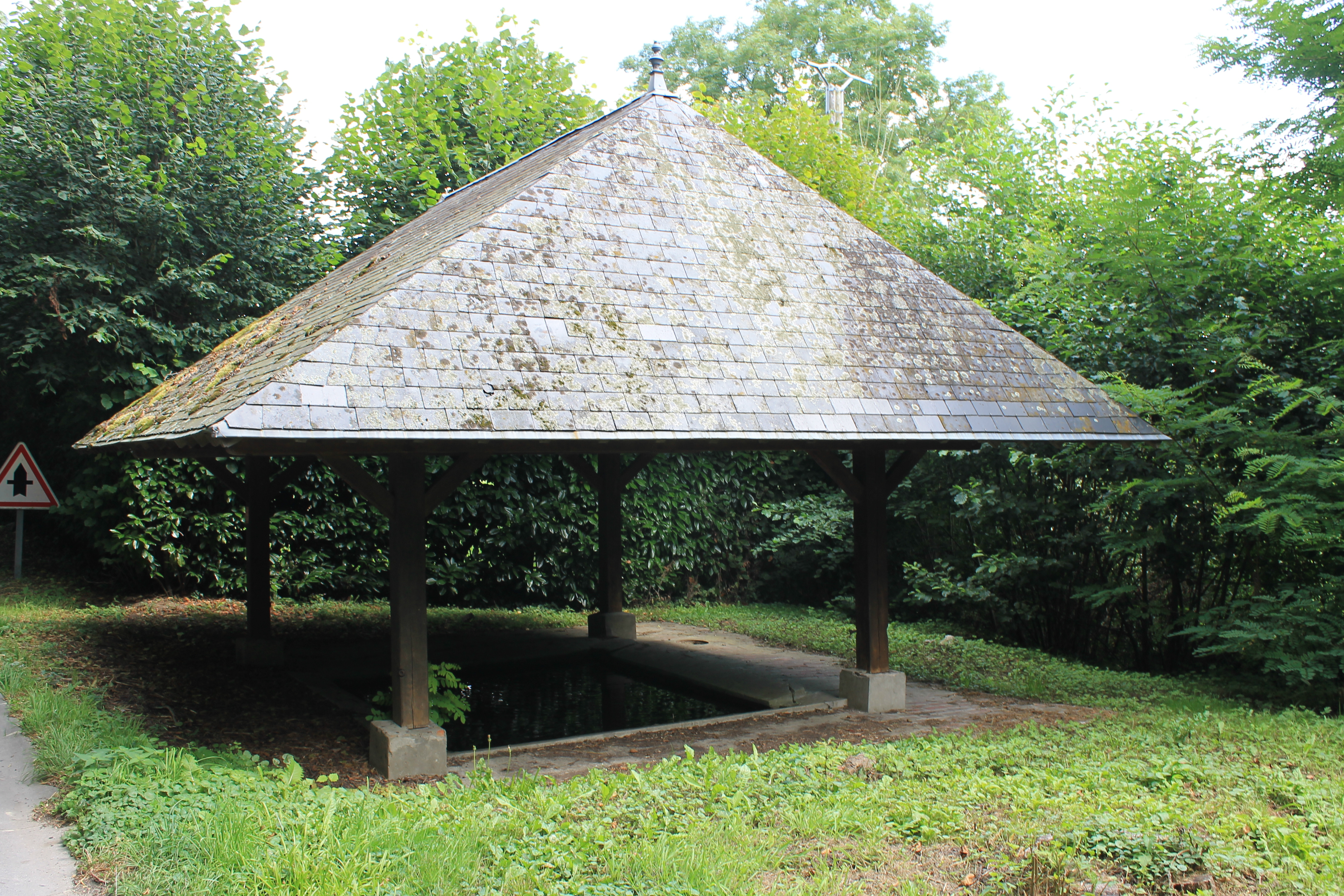
Lavoir in Glanville

| Jahr      | 1962 | 1968 | 1975 | 1982 | 1990 | 1999 | 2008 | 2015 |
| --------- | ---- | ---- | ---- | ---- | ---- | ---- | ---- | ---- |
| Einwohner | 201  | 169  | 144  | 126  | 133  | 165  | 178  | 175  |